# Programação do Festival Coachella
Coachella, é um festival anual de música e arte com duração de três dias organizado pela Goldenvoice, uma subsidiária da empresa AEG Live. O evento acontece em Empire Polo Club, na cidade de Indio, Califórnia.

## Line-up

### 1999
A primeira edição do Coachella Valley Music and Arts Festival aconteceu nos dias 9 e 10 de outubro de 1999, no Empire Polo Club, em Indio, Califórnia. Com atrações como Beck, Rage Against the Machine e Tool.
| Palcos | Palco principal                                                                                               | Outdoor Theatre | Tenda Mojave | Tenda Sahara | Tenda Gobi |
| ------ | --- | --- | --- | --- | --- |
| Dia 9  | - Beck - The Chemical Brothers - Morrissey - Perry Farrell - Medeski Martin and Wood - Bis - A Perfect Circle | - Underworld - Spiritualized - Life On Repeat - Art of Noise - Modest Mouse - Super Furry Animals - IQU - The Bicycle Thief - At the Drive-In | - DJ Rap - DJ Softy - Jurassic 5 - Breakbeat Era com Roni Size, DJ Die, MC Dynamite - Cornelius - Simply Jeff - The Wiseguys - Christopher Lawrence | - Bassbin Twins - Richie Hawtin - Juan Atkins - Derrick May - Kevin Saunderson - Lunatic Calm                                                                                            | - DJ Food - Kid Koala - Amon Tobin - Mr. Scruff - μ-Ziq - Nightmares on Wax - Ming (DJ) & FS - Tomas (Umoja HiFi) - Mike Fix |
| Dia 10 | - Tool - Rage Against the Machine - Ben Harper - Pavement - Cibo Matto - Money Mark                           | - Moby - Esthero - Innerzone Orchestra - DJ Shadow - Spearhead - Rahzel ( The Roots) - Gil Scott-Heron - Ugly Duckling                        | - GusGus - Thievery Corporation - Lamb - Fantastic Plastic Machine - Banco de Gaia - BT (DJ set) - The Angel a.k.a. 60 Channels                     | - Sessões de Progressão (LTJ Bukem, Blame, MC Question Mark) - Scratch Perverts - Mix Master Mike - Qbert - A-Trak - 4hero - DJ Cam - Sessões de Ciência (Raymond Roker, Jun, MC Conrad) | - Luke Vibert - Autechre (DJ Set) - Bola - Rob Hall - Jega - Neotropic - Push Button Objects - Mira Calix - Andy Maddocks    |

### 2001
A segunda edição foi realizada em 28 de abril, novamente no Empire Polo Club, em Indio, Califórnia. Após a pausa em 2000, o evento retornou em formato de um único dia, com bandas como Jane’s Addiction, Weezer, The Roots e DJs como Fatboy Slim e Paul Oakenfold.
| Palcos | Palco Coachella | Outdoor Theatre | Tenda Mojave | Tenda Insomniac | Tenda Sahara |
| ------ | --- | --- | --- | --- | --- |
| Dia 28 | - Jane's Addiction - Paul Oakenfold - Weezer - The Roots - MC Supernatural - Iggy Pop - The Dandy Warhols - Souls of Mischief - Medusa | - Gang Starr - MC Supernatural - Roni Size Reprazent - Mos Def - St. Germain - Blonde Redhead - Ozomatli - Nikka Costa - The New Deal - Pedro the Lion | - The Orb - Tricky - Sigur Rós - Bad Company UK com MC Tommy D e MC Question Mark - Raymond Roker com MC Tommy D e MC Question Mark - Squarepusher - Plaid - Del the Funky Homosapien - Aceyalone - Planet of the Drums (AK1200, DJ Dara, Dieselboy) | - The Chemical Brothers (DJ Set) - Fatboy Slim - Doc Martin - Christopher Lawrence - Überzone - Ian Pooley - Adam Freeland - Jason Blakemore - Swedish Egil | - Kruder & Dorfmeister - Jason Bentley - Photek - Andrea Parker (DJ)\|Andrea Parker - Smith & Mighty - Detroit Grand Pubahs - Supernatural (rapper)\|MC Supernatural - DJ Z-Trip\|Z-Trip - Rinse & Flux |

### 2002
A 3ª edição ocorreu entre os dias 27 e 28 de abril de 2002, novamente no Empire Polo Club, em Indio, Califórnia. Retornando ao formato de dois dias após a edição reduzida de 2001, o festival contou com aproximadamente 60 artistas, incluindo os headliners Björk e Oasis, além da reunião de Siouxsie and the Banshees e a estreia marcante de bandas como Foo Fighters e Queens of the Stone Age.
| Palcos | Palco Coachella | Outdoor Theatre | Tenda Mojave | Tenda Sahara |
| ------ | --- | --- | --- | --- |
| Dia 27 | - The Chemical Brothers - Björk - Siouxsie & the Banshees - Jack Johnson - Pete Yorn - G. Love & Special Sauce - KRS-One - Princess Superstar - Vin Rock (Naughty by Nature) | - Cake - Jurassic 5 - The Beta Band - Queens of the Stone Age - The Charlatans - Cornershop - Folk Implosion - Citizen Cope - Saul Williams | - The (International) Noise Conspiracy - The Vines - Z-Trip - Dan the Automator - Kosheen - The Pharcyde - Forest for the Trees - Cirrus - Liquid Todd | - Sasha & Digweed - Jimmy Van M e Lee Burridge - Groove Armada (DJ set) - Miguel Migs com Lisa Shaw - Jimmy Van M & Lee Burridge - DJ Mauricio Aviles |
| Dia 28 | - Oasis - The Prodigy - Foo Fighters - The Strokes - Mos Def Black Jack Johnson - Saves the Day - Mix Master Mike - Vin Rock (Naughty by Nature)                             | - Dilated Peoples - Zero 7 - Belle & Sebastian - Ozomatli - Blonde Redhead - Sound Tribe Sector 9 - Ping Pong Bitches                       | - Galactic - Triple Threat - Herbert - Cut Chemist - Rock Steady Crew - The Mars Volta - Elbow - Fairview - Wagner                                     | - BT (DJ Set) - Pete Tong - Tiësto - Paul Oakenfold - DJ Peretz - DJ Dan - Bad Boy Bill - Sandra Collins - Liquid Todd                                |

### 2003
A 4ª edição do Coachella foi realizada nos dias 26 e 27 de abril de 2003, novamente no Empire Polo Club em Indio, Califórnia. Com headliners como Beastie Boys e Red Hot Chili Peppers, o evento apresentou um dos maiores elencos até então, incluindo bandas como Blur, N.E.R.D, Iggy & The Stooges e The White Stripes.
| Palcos | Palco Coachella | Outdoor Theatre | Tenda Sahara | Tenda Mojave | Tenda Gobi |
| ------ | --- | --- | --- | --- | --- |
| Dia 26 | - Beastie Boys - Ben Harper & the Innocent Criminals - Queens of the Stone Age - Blur - The Hives - N.E.R.D com Spymob - The Donnas - The Mooney Suzuki                                | - Gomez - Blue Man Group - Black Eyed Peas - Talib Kweli - Michael Franti - Kinky - Ben Kweller - Joseph Arthur - Particle     | - Roger Sanchez - Masters at Work - Marques Wyatt - Darren Emerson - Felix da Housecat - Christopher Lawrence - Hernán Cattáneo - D:Fuse | - The Libertines - Groove Armada (live) - Ladytron - The Music - Hot Hot Heat - Badly Drawn Boy - The Rapture - Idlewild - South                  | - Amon Tobin - Dillinja & Lemon D - Stereo Total - Peanut Butter Wolf/Madlib/Wildchild - Ian MacKaye - Medusa - Tha Liks |
| Dia 27 | - Red Hot Chili Peppers - Iggy and the Stooges - The White Stripes - Jack Johnson - Sonic Youth - The Mars Volta - The Polyphonic Spree - The Soundtrack of Our Lives - Whirlwind Heat | - Interpol - Blue Man Group - Thievery Corporation - Primal Scream - Café Tacvba - Tortoise - Ben Folds - The Kinison - Eisley | - Richie Hawtin - Underworld - Darren Price da Underworld - Deep Dish - Timo Maas - DB - DJ Irene - FC Kahuna                            | - Fischerspooner - G. Love & Special Sauce - Johnny Marr and the Healers - Dirty Vegas - Rooney - 22-20s - The Von Bondies - Ima Robot - S.T.U.N. | - El-P/Aesop Rock/RJD2/Mr. Lif/Murs - Mouse on Mars - C-Minus - Ursula Rucker - Ian MacKaye - Michael Franti             |

### 2004
A 5ª edição do Coachella Valley Music and Arts Festival foi realizada em 1 e 2 de maio de 2004, no Empire Polo Club, em Indio, Califórnia. Com headliners como Radiohead e The Cure, além de apresentações notáveis de Pixies e Kraftwerk, o evento consolidou o Coachella como um dos principais festivais de música dos Estados Unidos.
| Palcos | Palco Coachella | Outdoor Theatre | Tenda Sahara | Tenda Mojave | Tenda Gobi |
| ------ | --- | --- | --- | --- | --- |
| Dia 1  | - Radiohead - Pixies - Sparta - The (International) Noise Conspiracy - Hieroglyphics - Kinky - The Sounds - The Section Quartet               | - MF Doom - Kool Keith - Living Legends - Eyedea & Abilities - The Rapture - The Desert Sessions - Death Cab for Cutie - ...And You Will Know Us by the Trail of Dead - The Stills - Howie Day - dios | - Kraftwerk - Mark Farina - Laurent Garnier - Sander Kleinenberg - Danny Howells - Seb Fontaine - DJ Peretz - DJ Icon | - Electric Six - Mindless Self Indulgence - Stereolab - Moving Units - The Black Keys - Junior Senior - stellastarr* - Sahara Hotnights - Erase Errata | - Phantom Planet - Da Lata - Boozoo Bajou - LCD Soundsystem - Savath & Savalas - Beck - Q and Not U - The Evens - Juana Molina                            |
| Dia 2  | - The Cure - The Flaming Lips - Air - Belle & Sebastian - Thursday - Muse - Antibalas Afrobeat Orchestra - Saul Williams - Thelonious Monster | - Le Tigre - Basement Jaxx - Black Rebel Motorcycle Club - Bright Eyes - Cursive - Atmosphere - Broken Social Scene - Pretty Girls Make Graves                                                        | - Paul van Dyk - Ferry Corsten - Crystal Method - Adam Freeland - 2manyDJs - Donald Glaude - DJ Peretz - Hybrid       | - Ash - Mogwai - The Sleepy Jackson - Dizzee Rascal - The Cooper Temple Clause - The Thrills - Elefant - Home Town Hero - Whitestarr                   | - Sidestepper - Danger Mouse - Prefuse 73 - T. Raumschmiere (cancelado) - Sage Francis - The Killers - Saul Williams - The Section Quartet - Supernatural |

### 2005
A 6ª edição foi realizada nos dias 30 de abril e 1º de maio de 2005, no Empire Polo Club, em Indio, Califórnia. O evento foi conduzido por headliners como Coldplay e Nine Inch Nails, e contou com a aguardada apresentação da banda Bauhaus, sua primeira reunião em mais de uma década.
| Palcos | Palco Coachella | Outdoor Theatre | Sahara | Mojave | Gobi |
| ------ | --- | --- | --- | --- | --- |
| Dia 30 | - Coldplay - Bauhaus - Weezer - Wilco - Keane - Snow Patrol - The Raveonettes - Buck 65                                 | - Spoon - Mercury Rev - Sage Francis - Café Tacvba - Rilo Kiley - Razorlight - Eisley - Jamie Cullum - Nic Armstrong & the Thieves                             | - The Chemical Brothers - Hernán Cattáneo - Josh Wink - U.N.K.L.E. (James Lavelle) - Tiga - DJ Marky - DJ Peretz - Evil Nine (cancelado) | - Fantômas - Bloc Party - The Secret Machines - MF Doom - Stereophonics - The Kills - Ambulance LTD - Radio 4 - Gratitude - The Sexy Magazines      | - Zap Mama - Amp Fiddler - Four Tet - Swayzak - Jean Grae - Immortal Technique - M83 - k-os - Katie Melua - Boom Bip |
| Dia 1  | - Black Star - Nine Inch Nails - New Order - Gang of Four - The Futureheads - Thrice - The Perceptionists - Gram Rabbit | - Bright Eyes - The Faint - British Sea Power - Aesop Rock - Arcade Fire - Tegan and Sara - The Fiery Furnaces - Jem - Donavon Frankenreiter - Shout Out Louds | - The Prodigy - Roni Size com Dynamite MC - Armin van Buuren - Junkie XL - Miss Kittin - Ben Watt - Matthew Dear - Diplo - DJ Jun        | - The Locust - The Blood Brothers - Pinback - The Dresden Dolls - Roots Manuva - The Bravery - Kasabian - Autolux - Sloan - Midlake - Goodbye Radar | - Wolf Eyes - Matmos - DJ Krush - Z-Trip - Beans - M.I.A. - Sixtoo - Subtle - Zion I                                 |

### 2006
A 7ª edição do Coachella foi realizada em 29 e 30 de abril de 2006, no Empire Polo Club, em Indio (Califórnia). Com atrações principais como Depeche Mode e Tool, o festival trouxe também performances marcantes de artistas como Madonna, Daft Punk, Kanye West e Massive Attack.
| Palcos | Palco Coachella | Outdoor Theatre | Sahara | Mojave | Gobi | Oasis Dome         |
| ------ | --- | --- | --- | --- | --- | ------------------ |
| Dia 29 | - Depeche Mode - Franz Ferdinand - Sigur Rós - Kanye West - Common - The Duke Spirit - The Walkmen - The New Amsterdams - The Section Quartet | - She Wants Revenge - Atmosphere - Eagles of Death Metal - Damian "Jr. Gong" Marley - My Morning Jacket - Animal Collective - The Zutons - Matt Costa - The Like - Head Automatica | - Daft Punk - Audio Bullys - Carl Cox - Derrick Carter - Colette - Joey Beltram - Hybrid feat. Perry Farrell - Infusion | - The Rakes - Living Things - Cat Power - Ladytron - TV on the Radio - Clap Your Hands Say Yeah - Wolfmother - Nine Black Alps - White Rose Movement - Rob Dickinson | - Tosca - The Juan MacLean - Devendra Banhart - Imogen Heap - Deerhoof - Lyrics Born - Lady Sovereign - Platinum Pied Pipers - Celebration - Brother Ali | - Shy FX & T-Power |
| Dia 30 | - Tool - Massive Attack - Yeah Yeah Yeahs - Sleater-Kinney - Matisyahu - The Magic Numbers - Los Amigos Invisibles - Youth Group              | - Scissor Sisters - The Go! Team - Mogwai - Digable Planets - Bloc Party - Minus the Bear - Ted Leo and the Pharmacists - Mates of State - Giant Drag - The Octopus Project        | - Michael Mayer - Mylo (DJ Set) - Madonna - Paul Oakenfold - Kaskade - Louie Vega - Gabriel & Dresden - Kristina Sky    | - Art Brut - Dungen - Coheed and Cambria - Editors - stellastarr - Wolf Parade - Metric - James Blunt - The Dears - Be Your Own Pet - OneRepublic                    | - Jazzanova - Gilles Peterson - Coldcut - Seu Jorge - Gnarls Barkley - Jamie Lidell - Phoenix - Amadou & Mariam - Murs feat. 9th Wonder - Infadels       | - Chris Liberator  |

### 2007
A 8ª edição ocorreu nos dias 27, 28 e 29 de abril de 2007, mais uma vez no Empire Polo Club, em Indio, Califórnia. O evento apresentou atrações principais como The Flaming Lips, Red Hot Chili Peppers e The Killers, além de reforçar sua vertente de música eletrônica com a participação de Moby, Justice (estreando no festival) e DJs renomados como Tiësto.
| Palcos | Palco Coachella | Outdoor Theatre | Sahara | Mojave | Gobi |
| ------ | --- | --- | --- | --- | --- |
| Dia 27 | - Björk - Interpol - The Jesus and Mary Chain - Arctic Monkeys - Silversun Pickups - Satellite Party - Brother Ali - Flosstradamus                                     | - DJ Shadow - Sonic Youth - Jarvis Cocker - Peaches - Stephen Marley feat. Jr. Gong - Of Montreal - Nickel Creek                                               | - Evil Nine - Faithless - Benny Benassi - Felix Da Housecat - Digitalism - David Guetta - Charles Feelgood - Terry Mullan | - Gogol Bordello - El-P - Peeping Tom - Rufus Wainwright - Circa Survive - Tilly and the Wall - Tokyo Police Club - Noisettes | - Brazilian Girls - Busdriver - Julieta Venegas - Amy Winehouse - Gillian Welch - Comedians of Comedy                                       |
| Dia 28 | - Tiësto - Red Hot Chili Peppers - Arcade Fire - Kings of Leon - Travis - Regina Spektor - Fountains of Wayne - Pharoahe Monch                                         | - The Good, the Bad & the Queen - Gotan Project - Blonde Redhead - Ghostface Killah - The Decemberists - The New Pornographers - Jack's Mannequin - The Frames | - The Rapture - LCD Soundsystem - Justice - Busy P & DJ Mehdi - MSTRKRFT - DJ Heather - Steve Aoki                        | - The Black Keys - Sparklehorse - Ozomatli - Peter Bjorn and John - Hot Chip - The Fratellis - The Cribs - Fields             | - Cornelius - Mike Relm - Girl Talk - CocoRosie - Andrew Bird - The Nightwatchman - Roky Erickson - Chuck Dukowski Sextet - Yeva - Pop Levi |
| Dia 29 | - Rage Against the Machine - Manu Chao Radio Bemba Sound System - Crowded House - Willie Nelson - The Roots - Explosions in the Sky - The Feeling - Lupe Fiasco - Mika | - The Lemonheads - Damien Rice - Air - Placebo - Kaiser Chiefs - Against Me! - The Coup - Mando Diao - Anathallo                                               | - Infected Mushroom - Happy Mondays - Paul van Dyk - Richie Hawtin - Soulwax Nite Versions - Trent Cantrelle - DJ Dayhota | - VNV Nation - Ratatat - Lily Allen - Klaxons - CSS - Junior Boys - The Kooks - Tapes 'n Tapes - Fair to Midland              | - Spank Rock - Teddybears - Amos Lee - José González - Konono Nº1 - Rodrigo y Gabriela - Grizzly Bear - The Avett Brothers - Kid Beyond     |

## = 2008
A 9ª edição do Coachella ocorreu entre os dias 25 e 27 de abril de 2008, no Empire Polo Club, em Indio, Califórnia. Nesta edição, os headliners foram Prince, Roger Waters (com apresentação de The Wall) e Jack Johnson, acompanhados por nomes como M.I.A., Portishead e Kraftwerk.
| Palcos | Palco Coachella | Outdoor Theatre | Sahara | Mojave | Gobi |
| ------ | --- | --- | --- | --- | --- |
| Dia 25 | - Jack Johnson - The Verve - The Raconteurs - Tegan and Sara - The Breeders - Slightly Stoopid - John Butler Trio - Rogue Wave | - Serj Tankian - The Swell Season - The National - Vampire Weekend - Architecture in Helsinki - Les Savy Fav - Luckyiam                           | - Fatboy Slim - Pendulum - Aphex Twin - Diplo - Sandra Collins - Adam Freeland - Busy P - SebastiAn - Midnight Juggernauts - DJ Mehdi                            | - Black Lips - Sharon Jones & The Dap-Kings - Aesop Rock - Goldfrapp - múm - Jens Lekman - Black Kids - Redd Kross - American Bang            | - Professor Murder - Spank Rock - Datarock - Santogold - dan le sac vs Scroobius Pip - Cut Copy - Dan Deacon - Battles - Porter                                |
| Dia 26 | - Prince - Portishead - Kraftwerk - Death Cab for Cutie - Café Tacvba - Cold War Kids - Minus the Bear - VHS or Beta           | - Flogging Molly - Mark Ronson - Rilo Kiley - Dwight Yoakam - Stephen Malkmus and the Jicks - DeVotchKa - dredg - Little Brother - Jupiter's Ring | - Above & Beyond - Sasha & John Digweed - M.I.A. - Junkie XL - Hot Chip - Erol Alkan - Boys Noize - James Zabiela - Kavinsky - Uffie feat. DJ Mehdi - Institubes | - Enter Shikari - Yelle - Animal Collective - Islands - Scars on Broadway - Kate Nash - MGMT - Man Man - The Teenagers - The Bird and the Bee | - Calvin Harris - Akron/Family - Yo! Majesty - The Cinematic Orchestra - St. Vincent - Bonde do Rolê - 120 Days - Carbon/Silicon - Yoav                        |
| Dia 27 | - Roger Waters - My Morning Jacket - Sean Penn - Gogol Bordello - Stars - Shout Out Louds - The Cool Kids - Austin TV          | - Love and Rockets - Metric - Autolux - Manchester Orchestra - Electric Touch - Grand Ole Party - Vas Defrans                                     | - Justice - Chromeo - Simian Mobile Disco - Modeselektor - Danny Tenaglia - Booka Shade - deadmau5 - Dimitri from Paris - Perry Farrell - Institubes             | - Black Mountain - Murs - Sia - Spiritualized - Swervedriver - Duffy - I'm from Barcelona - Annuals - Plastiscines                            | - Sons and Daughters - Kid Sister com A-Trak - Does It Offend You, Yeah? - The Field (cancelado) - Holy F*ck - Sean Penn - Linton Kwesi Johnson - Brett Dennen |

### 2009
A 10ª edição do ocorreu nos dias 17, 18 e 19 de abril de 2009, no Empire Polo Club, em Indio, Califórnia. Com headliners como Paul McCartney, The Killers e The Cure, o evento contou com mais de 130 atrações em cinco palcos e registrou público de cerca de 160.000 pessoas, configurando a segunda maior audiência até então.
| Palcos | Palco Coachella | Outdoor Theatre | Gobi | Mojave | Sahara |
| ------ | --- | --- | --- | --- | --- |
| Dia 17 | - Paul McCartney - Morrissey - Franz Ferdinand - The Black Keys - The Airborne Toxic Event - We Are Scientists - The Courteeners                                     | - Silversun Pickups - Leonard Cohen - Conor Oberst and the Mystic Valley Band - M. Ward - Molotov - Noah and the Whale - Alberta Cross                             | - Bajofondo - A Place to Bury Strangers - Peanut Butter Wolf - The Bug feat. Warrior Queen - Buraka Som Sistema - Los Campesinos! - People Under The Stairs - Ryan Bingham - El Gran Silencio | - Genghis Tron - Mike Patton & Rahzel - Beirut - N.A.S.A. - White Lies - The Hold Steady - Cage the Elephant - The Aggrolites - Dear and the Headlights         | - The Crystal Method - The Presets - Girl Talk - Ghostland Observatory - Crystal Castles - The Ting Tings - Felix da Housecat - Steve Aoki - Gui Boratto - DJ Craze & DJ Klever (cancelado) - Switch |
| Dia 18 | - The Killers - M.I.A. (substituindo Amy Winehouse) - Thievery Corporation - TV on the Radio - Michael Franti & Spearhead - Paolo Nutini - Joss Stone - Billy Talent | - Atmosphere - Jenny Lewis - Band of Horses - Fleet Foxes - Calexico - Superchunk - Drive-By Truckers - Liars - Cloud Cult                                         | - Gang Gang Dance - Glass Candy - Junior Boys - Booker T. & the DBT's - Tinariwen - Amanda Palmer - Blitzen Trapper - Bob Mould Band - Ida Maria                                              | - Mastodon - Turbonegro - Electric Touch - James Morrison - Glasvegas (cancelado) - Henry Rollins - Dr. Dog - thenewno2 - Ariel Pink's Haunted Graffiti - P.O.S | - MSTRKRFT - The Chemical Brothers (DJ Set) - Crookers - TRV$DJAM - The Bloody Beetroots - Zane Lowe - Surkin - Para One (Live) - Drop the Lime - Zizek Club                                         |
| Dia 19 | - The Cure - My Bloody Valentine - Yeah Yeah Yeahs - Peter Bjorn and John - Lupe Fiasco - Okkervil River - The Knux                                                  | - Roni Size Reprazent - Public Enemy - Paul Weller - Antony and the Johnsons - Lykke Li - The Gaslight Anthem - The Night Marchers - Instituto Mexicano del Sonido | - The Orb - Devendra Banhart - Clipse (cancelado) - K'naan - Sébastien Tellier - Friendly Fires - Themselves                                                                                  | - Throbbing Gristle - The Kills - The Horrors - X - Murder City Devils - The Brian Jonestown Massacre - Fucked Up - No Age - Vivian Girls                       | - Étienne de Crécy - Groove Armada (DJ Set) - Christopher Lawrence - Late of the Pier - Plump DJs - Perry Farrell - M.A.N.D.Y. - Busy P - Shepard Fairey - Supermayer - Marshall Barnes              |

### 2010
A 11ª edição do Coachella ocorreu entre os dias 16 e 18 de abril de 2010, no Empire Polo Club em Indio, Califórnia. Com headliners como Jay-Z, Muse e Gorillaz.
| Palcos | Palco Coachella | Outdoor Theatre | Gobi | Mojave | Sahara |
| ------ | --- | --- | --- | --- | --- |
| Dia 16 | - Jay-Z - LCD Soundsystem - Them Crooked Vultures - The Specials - Street Sweeper Social Club - Calle 13 - Wale                       | - Public Image Ltd. - Vampire Weekend - Echo and the Bunnymen - Passion Pit - She & Him - The Cribs (cancelado) - The Avett Brothers - Deer Tick - Alana Grace       | - The Whitest Boy Alive - Céu - Little Dragon - La Roux - Gil Scott-Heron - The Dillinger Escape Plan - Hockey - Sleigh Bells - Iglu & Hartly - P.O.S - Kate Miller-Heidke       | - Fever Ray - Imogen Heap - Grizzly Bear - Lucero - Ra Ra Riot - Yeasayer - As Tall as Lions - Baroness - Jets Overhead                                                   | - deadmau5 - Benny Benassi - Erol Alkan - Pretty Lights - Wolfgang Gartner - Aeroplane - Proxy - Perry Farrell vs. Steve Porter - DJ Lance Rock - Pablo Hassan    |
| Dia 17 | - Tiësto - Muse - Faith No More - Coheed and Cambria - Tokyo Police Club - White Rabbits - Old Crow Medicine Show - Zoé - Steel Train | - The Dead Weather - MGMT - Hot Chip - The xx - Edward Sharpe and the Magnetic Zeros - The Temper Trap - Frightened Rabbit (cancelado) - Porcupine Tree - Rx Bandits | - Sia - Flying Lotus - Bad Lieutenant (cancelado) - Corinne Bailey Rae - The Raveonettes - Band of Skulls - Girls - Portugal. The Man - The Almighty Defenders - Frank Turner    | - Devo - Les Claypool - Major Lazer - Aterciopelados - Dirty Projectors - Gossip - Beach House - Camera Obscura - Shooter Jennings & Hierophant - John Waters             | - 2manyDJs - Die Antwoord - Z-Trip - David Guetta - Kaskade - Bassnectar - Dirty South - DJ Craze & DJ Klever - Jason Bentley - Sam XL                            |
| Dia 18 | - Gorillaz - Pavement - Spoon - Yo La Tengo - De La Soul - B.o.B - Babasonicos                                                        | - Thom Yorke - Phoenix - Jónsi - Sunny Day Real Estate - Deerhunter - Owen Pallett - Delphic (cancelado) - The Middle East                                           | - Little Boots - Sly Stone - Charlotte Gainsbourg - Florence + the Machine - Mayer Hawthorne and the County - Local Natives - Hypnotic Brass Ensemble (cancelado) - Kevin Devine | - Yann Tiersen - The Big Pink - Gary Numan (cancelado) - Miike Snow - Julian Casablancas - Matt & Kim - Mutemath - King Khan and the Shrines - The Soft Pack - One eskimO | - Plastikman - Orbital - Infected Mushroom - Club 75: DJ Mehdi, Cassius, Busy P, Xavier de Rosnay - The Glitch Mob - Rusko - Talvin Singh (cancelado) - Paparazzi |

### 2011
A 12ª edição foi realizada entre 15 e 17 de abril de 2011, no Empire Polo Club em Indio, Califórnia. O festival contou com grandes headliners como Kings of Leon, Arcade Fire, Kanye West e The Strokes.
| Palcos | Palco Coachella | Outdoor Theatre | Gobi | Mojave | Sahara | Oasis Dome |
| ------ | --- | --- | --- | --- | --- | --- |
| Dia 15 | - The Chemical Brothers - Kings of Leon - The Black Keys - Interpol - Ms. Lauryn Hill - Cee Lo Green - Ozomatli - Moving Units                              | - Flogging Molly - Caifanes - Crystal Castles - Brandon Flowers - Cold War Kids - Tame Impala - Warpaint - Titus Andronicus - The Rural Alberta Advantage                                                          | - Scala & Kolacny Brothers - Nosaj Thing - Monarchy - Marina and the Diamonds - Kele - Ariel Pink's Haunted Graffiti - The Morning Benders - Omar Rodríguez-López - Brandt Brauer Frick - New Pants | - Gayngs - Robyn - The Aquabats - Cut Copy - Sleigh Bells - Yacht - The Pains of Being Pure at Heart - The Drums - Cold Cave - Black Joe Lewis & the Honeybears - Hurts - Miguel          | - Boys Noize - Sasha - Magnetic Man - Erick Morillo - Afrojack - A-Trak - Odd Future Wolf Gang Kill Them All - Skrillex - Excision - 12th Planet - Tokimonsta - Alf Alpha                                                                                     | - Jakes - Beardyman - Breakage - Professionals - Mount Kimbie - Kyle Hall - Emicida - Gabe Real - Metaphase                                         |
| Dia 16 | - Arcade Fire - Animal Collective - Mumford & Sons - Bright Eyes - Broken Social Scene - Erykah Badu - Gogol Bordello - Bomba Estéreo - Trampled by Turtles | - Empire of the Sun - Big Audio Dynamite - The Kills - The New Pornographers - Cage the Elephant - Delta Spirit - Here We Go Magic - Thao with the Get Down Stay Down - Francis and the Lights - The Love Language | - Daedelus - Raphael Saadiq - Wire - Electric Touch - Yelle - Glasser - The Radio Dept. - The Tallest Man on Earth - Cults - The Joy Formidable - EE                                                | - Scissor Sisters - Suede - The Swell Season - One Day as a Lion - Elbow - Jenny and Johnny - Two Door Cinema Club - Foals - Freelance Whales - The Henry Clay People - Mariachi El Bronx | - Steve Angello - Paul van Dyke - Fedde le Grand - Shpongle presents: The Shpongletron Experience - Laidback Luke - Chuckie - Joachim Garraud - Sander Kleinenberg - Perry Farrell & Etty Lau Farrell vs. Chris Cox - The Twelves - Rye Rye - DJ Heavygrinder | - DJ Marky (cancelado) - Andy C and GQ - DJ Kentaro - DJ Hype - Mary Anne Hobbs - Lil B - SBTRKT - Goth-Trad - Take - Don Letts - Alf Alpha - Ras G |
| Dia 17 | - Kanye West - The Strokes - Duran Duran - Death from Above 1979 - Nas & Damian Marley - Wiz Khalifa - Jack's Mannequin - Los Bunkers (cancelado)           | - PJ Harvey - Chromeo - The National - Best Coast - Jimmy Eat World - City and Colour - Fun - Menomena - Gord Downie - Good Old War                                                                                | - She Wants Revenge - Neon Trees - Phantogram - Lightning Bolt - Foster the People - Tinie Tempah - Ellie Goulding - Angus & Julia Stone - Off! - Delorean - Plan B - Eliza Doolittle               | - The Presets - Leftfield - Ratatat - Trentemøller - Fistful of Mercy - Health - CSS - Men - Twin Shadow - Phosphorescent - Ryan Leslie                                                   | - Axwell - Bloody Beetroots – Death Crew 77 - Chase & Status - Duck Sauce - Sven Väth - Jack Beats - Caspa - Green Velvet - Riva Starr - WhiteNoize | - Terror Danjah - Zed Bias - Ramadanman - Roska - Kode9 - Joy Orbison - High Contrast - DJ Zinc - Thunderball - Tokimonsta - Lorn - Sam XL          |

### 2012
A 13ª edição do Coachella foi realizada em 13–15 e 20–22 de abril de 2012, no Empire Polo Club em Indio, Califórnia. Pela primeira vez em sua história, o festival ocorreu em dois finais de semana consecutivos com lineups idênticos.
| Palcos      | Palco Coachella | Outdoor Theatre | Gobi | Mojave | Sahara |
| ----------- | --- | --- | --- | --- | --- |
| Dia 13 e 20 | - Swedish House Mafia - The Black Keys - Pulp - Arctic Monkeys - Jimmy Cliff & Tim Armstrong - James - Kendrick Lamar - Hello Seahorse! - GabeReal | - Refused - Explosions in the Sky - Mazzy Star - Madness - Girls - Neon Indian - Yuck - The Dear Hunter - The Sheepdogs                                   | - The Horrors - The Black Angels - Atari Teenage Riot - Frank Ocean - WU LYF - Death Grips - Gary Clark Jr. - EMA - Other Lives - Wolf Gang - Abe Vigoda                     | - Amon Tobin - M83 - The Rapture - M. Ward - Dawes - Grouplove - Ximena Sariñana - Givers - honeyhoney - Wallpaper.                                                                                | - Datsik - Afrojack - Alesso - Madeon - Feed Me - SebastiAn - Breakbot - R3hab - LA Riots - Méa                                                                  |
| Dia 14 e 21 | - Radiohead - Bon Iver - The Shins - Noel Gallagher's High Flying Birds - Kaiser Chiefs - Awolnation - Childish Gambino - We Are Augustines - Juice | - Miike Snow - Feist - Jeff Mangum - Andrew Bird - Tune-Yards - Grace Potter and the Nocturnals - Destroyer - We Were Promised Jetpacks - Suedehead - DJP | - ASAP Rocky - SBTRKT - Flying Lotus - St. Vincent - Laura Marling - Buzzcocks - Firehose - Azealia Banks - The Vaccines - Spector - Kiss Kiss Bang Bang                     | - Sub Focus - Godspeed You! Black Emperor - Kasabian - Squeeze - Manchester Orchestra - The Head and the Heart - The Big Pink - Black Lips - Dragonette - Keep Shelly in Athens - Tijuana Panthers | - Kaskade - David Guetta - Fedde le Grand - Sebastian Ingrosso - Martin Solveig - Zeds Dead - Jacques Lu Cont - Borgore - Mt Eden - Destructo - Pure Filth Sound |
| Dia 15 e 22 | - Dr. Dre & Snoop Dogg (featured guest spots from Eminem, 50 Cent, Wiz Khalifa, Kendrick Lamar, Kurupt, Warren G and a holographic version of Tupac Shakur) - At the Drive-In - Justice - The Hives - Fitz and the Tantrums - Santigold - Band of Skulls - Mantastique | - Florence and the Machine - Girl Talk - The Weeknd - Wild Flag - The Growlers - Seun Kuti & Egypt 80 - Metronomy - Lissie - Sleeper Agent                | - DJ Shadow - Company Flow - The Airplane Boys - The Gaslamp Killer - Thundercat - Real Estate - Greg Ginn and the Royal We - Le Butcherettes - Housse de Racket - Alf Alpha | - Modeselektor (feat. Thom Yorke, somente na 2ª semana) - Beirut - Gotye - AraabMuzik - Beats Antique - Wild Beasts - First Aid Kit - Oberhofer - Gardens & Villa - Tyler Uppercut                 | - Avicii - Calvin Harris - Nero - Dada Life - Porter Robinson - Flux Pavilion & Doctor P - Zedd - Noisia - Morgan Page - Jimbo Jenkins                           |

### 2013
A 14ª edição ocorreu nos dias 12–14 e 19–21 de abril de 2013, no Empire Polo Club, em Indio, Califórnia. Com um lineup liderado por The Stone Roses, Blur, Phoenix e Red Hot Chili Peppers.
| Palcos      | Palco Coachella | Outdoor Theatre | Gobi | Mojave | Sahara | Yuma                                                                                             |
| ----------- | --- | --- | --- | --- | --- | ------------------------------------------------------------------------------------------------ |
| Dia 12 e 19 | - The Stone Roses (headliner principal na Semana 1) - Blur (headliner principal na Semana 2) - Yeah Yeah Yeahs - Modest Mouse - Passion Pit - Metric - Stars - Dâm-Funk - Tokyo Ska Paradise Orchestra - Skinny Lister | - Tegan and Sara - Jurassic 5 - Band of Horses - Beach House - Local Natives - Of Monsters and Men - Divine Fits - Aesop Rock - Beardyman - The Neighbourhood - White Arrows - Falcons (Semana 1 somente) - Mr. Carmack (Semana 2 somente) | - Earl Sweatshirt - Foals - Purity Ring - TNGHT - Jello Biafra and the Guantanamo School of Medicine - Lee "Scratch" Perry - Japandroids - James McCartney - Poliça - The Shouting Matches - Deathfix - IO Echo - Moustache | - How to Destroy Angels - Grinderman - Infected Mushroom - Sparks - Palma Violets - Alt-J - Johnny Marr - Jake Bugg - Youth Lagoon - Lord Huron - You Me & Us | - Bassnectar - Modestep - Wolfgang Gartner - Dog Blood - Nicky Romero - Tommy Trash - Thomas Gold - Dillon Francis - C2C - Sam XL Pure Filth Sound - DJ Geo (Semana 1 somente) - Dangerous Stranger (Semana 2 somente) - DJP | - Luciano - Seth Troxler - DJ Harvey - Four Tet - Pete Tong - Raymond Roker - Mario Cotto - Sece |
| Dia 13 e 20 | 1. 2. 3. 4. 5. 6. 7. 8. | | | | |                                                                                                  |